# Séverin du Norique
Pour les articles homonymes, voir Saint Séverin.
Séverin du Norique (ou Severinus, né vers 410, mort le 8 janvier 482 à Favianis, aujourd'hui Mautern près de Krems an der Donau) est un saint catholique, reconnu aussi par l’Église orthodoxe, qui évangélisa la province romaine de Norique et y fonda plusieurs monastères. Son séjour favori était la plaine du Danube entre Carnuntum et les environs de Passau.

## Historiographie
Toutes les connaissances actuelles, non seulement sur la vie de saint Séverin, mais même sur l'histoire du Norique au Ve siècle viennent du récit d'un abbé du monastère de Favianis, Eugippe. Ce religieux écrivit en 511 une Vita Sancti Severini. Cette hagiographie est l'unique source directe sur le déclin de l'Empire romain dans l'actuelle Autriche, même si les recherches actuelles tendent à montrer que les circonstances de l'exode des Romains du Norique ont peut-être été exagérées.

## Biographie
Séverin, dont on ne connaît pratiquement rien de la jeunesse ni des origines, voyagea de Pannonie en Norique peu après la mort du roi des Huns Attila (453). Dans ces provinces, les structures administratives du Bas-Empire étaient en lambeaux et les habitants en proie au chaos des Grandes invasions. Après s'être déplacé d'un camp romain à l'autre le long du Danube, Séverin fonda un premier monastère à Favianis (aujourd'hui Mautern).
Dans la détresse ambiante, Séverin sut jouer de ses qualités de dévouement et de compassion pour autrui. Il se prononça pour le rétablissement d'un état de droit et remit sur pied l'approvisionnement des villages en vivres et en vêtements. En 469-470 il obtint du roi alaman Gibuld de Boiotro (en) (Passau) la libération de soldats romains prisonniers. Il fit évacuer les avant-postes du Haut Danube, menacés par les Germains. Il recommandait aux colons romains évacués de s'établir plutôt à Favianis, protégée par les Ruges : Séverin avait sans doute des liens avec la famille royale de ce peuple. Enfin, il entreprit, compte tenu de la précarité de la situation, de faire rentrer les ressortissants de Rome en Italie.
Séverin mourut à Favianis en 482. Lorsqu'en 488 les Romains furent contraints d'évacuer définitivement la région, ils ramenèrent ses cendres, inhumées dans le monastère de Favianis, à Lucullanum près de Naples. Ses reliques sont aujourd'hui conservées dans une châsse dans l'église de Frattamaggiore.

## Commémoration
Séverin du Norique est un saint catholique fêté le 8 janvier.
Il est le saint patron de l'Autriche, de la Bavière, de la ville italienne de San Severo, des prisonniers, des vignerons et des tisserands ; il préside à la fécondité des vignes. C'est aussi le saint patron du diocèse de Linz.
Il est somptueusement fêté dans le quartier de l'Heiligenstadt, dans le district viennois de Döbling.

## Source
- (de) Cet article est partiellement ou en totalité issu de l’article de Wikipédia en allemand intitulé « Severin von Noricum » (voir la liste des auteurs).

#### Source primaire
- « Eugippi Vita Sancti Severini » dans le texte, sur The Latin Library
- Eugippe, Vie de saint Séverin, éd. RÉGÉRAT Ph., Coll. Sources Chrétiennes no 374, Éditions du Cerf, Paris, 1991.

#### Sources secondaires
- Peter Dörfler: Severin - der Seher von Norikum. Dichtung und Geschichte. Herder, Vienne, 1948
- Eugippe - Vita Sancti Severini. (Latin/alld. trad. et éd. de Theodor Nüsslein) éd. Reclam, Stuttgart 1999,  (ISBN 3-15-008285-4)
- Ida Friederike Görres - Der heilige Severin. Herder, Freiburg i. B. 1945
- Johanna Haberl - Wien ist älter. Der heilige Severin und die Frühgeschichte Wiens. Amalthea, Wien u. a. 1981,  (ISBN 3-85002-136-X)
- Walter Pohl (éd.) - Eugippius und Severin. Der Autor, der Text und der Heilige. Verl. d. Österr. Akad. d. Wiss., Wien 2001,  (ISBN 3-7001-3019-8)
- Gerolamo Prigione et al. - St. Severin heute. Ansprachen und Reden. Veritas, Linz-Wien 1982,  (ISBN 3-85329-303-4)
- Dietmar Straub (éd.) - Severin - zwischen Römerzeit und Völkerwanderung. Amt d. Oberösterr. Landesregierung, Linz 1982
- Rudolf Zinnhobler - Der heilige Severin. Sein Leben und seine Verehrung. Duschl, Linz 2002,  (ISBN 3-933047-71-4)